# 杜吉明
杜吉明（1955年7月—），黑龙江鸡东人。中华人民共和国政治人物。
1976年加入中国共产党。黑龙江省广播电视大学中文专业专科毕业，哈尔滨工业大学高级工商管理硕士研究生学历。历任中共密山市委副书记、市长、市委书记；鸡西市委常委、秘书长；齐齐哈尔市委常委、秘书长、常务副市长、常务副书记，市委副书记、市纪委书记；七台河市委副书记、市长、市委书记等职。2008年起担任全国人大代表。2011年1月调任中共鹤岗市委书记。2012年1月杜吉明当选鹤岗市人大常委会主任 。2013年1月，当选为政协黑龙江省第十一届委员会副主席。